# (292) Ludovica
(292) Ludovica es un asteroide perteneciente al cinturón de asteroides descubierto en 1890 por Johann Palisa.

## Descubrimiento y denominación
Ludovica fue descubierto el 25 de abril de 1890 por Johann Palisa desde el observatorio de Viena, Austria, e independientemente la noche siguiente por Auguste Honoré Charlois desde el observatorio de Niza, Francia. Se desconoce la razón del nombre que fue propuesto por la Sociedad Astronómica de Francia.

## Características orbitales
Ludovica orbita a una distancia media del Sol de 2.529 UA, pudiendo acercarse hasta 2,443 UA y alejarse hasta 2.615 UA. Su excentricidad es 0.03407 y la inclinación orbital 14.9°. Emplea en completar una órbita alrededor del Sol 1469 días.

## Características físicas
La magnitud absoluta de Ludovica es 9.9. Tiene un diámetro de 32.5 km y un periodo de rotación de 8.93 horas. Su albedo se estima en 0.2652.